# Ottomar Reichelt

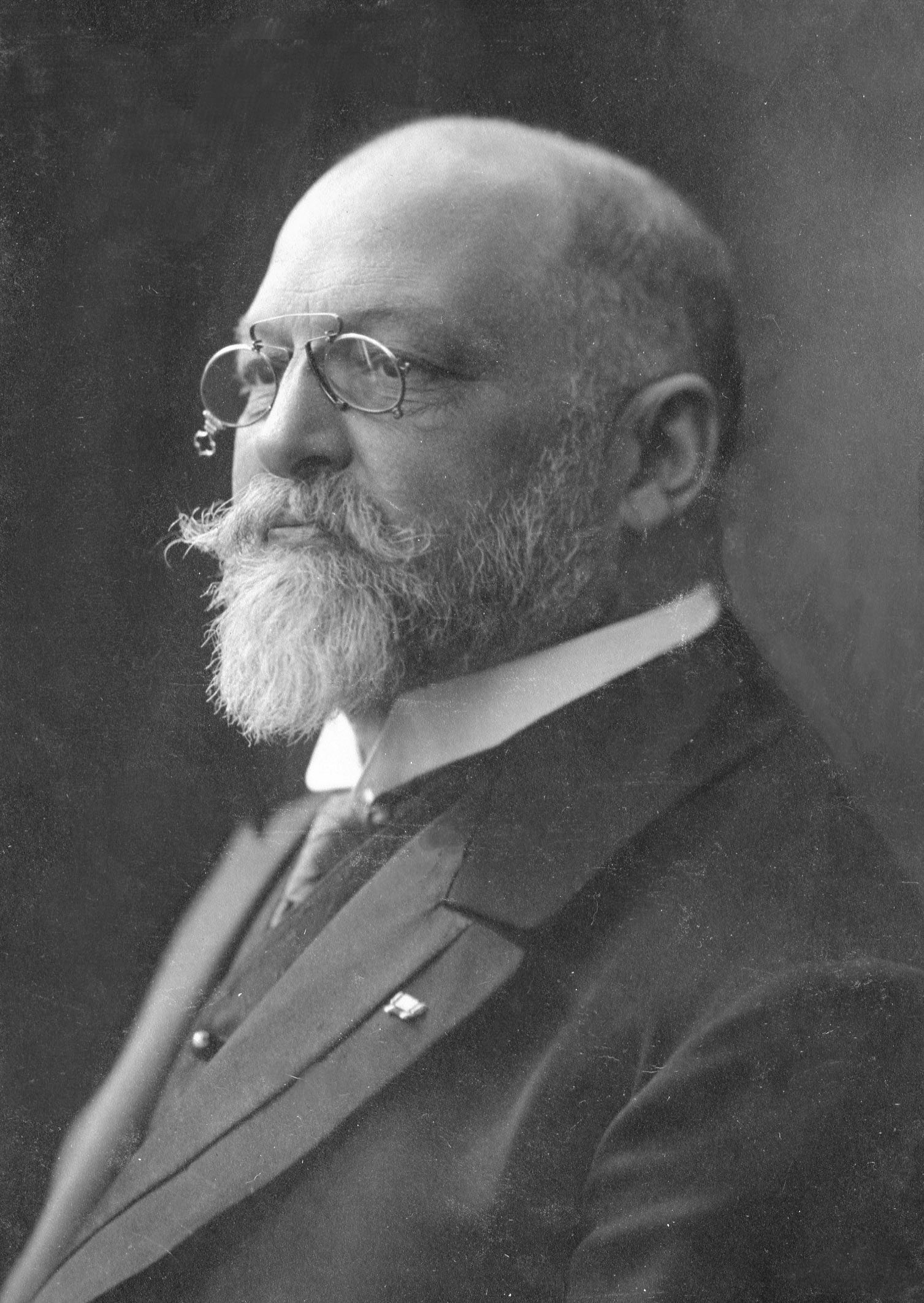
Ottomar Reichelt, 1908

Ottomar Reichelt (* 4. Juli 1853 in Spremberg; † 26. Dezember 1911 in Dresden;  vollständiger Name: Karl Ottomar Reichelt bzw. Carl Ottomar Reichelt) war ein deutscher Architekt und hochrangiger sächsischer Baubeamter, der vorwiegend in Dresden wirkte.

## Leben
Reichelt war ab 1898 Vorsteher des Dresdner Landbauamtes I. Die Laufbahn im sächsischen Staatsdienst beendete er als Vortragender Rat im Sächsischen Finanzministerium in Dresden im Rang eines Geheimen Baurats. Er war dort zusammen mit Edmund Waldow mit der Leitung des gesamten sächsischen Hochbauwesens betraut.
Reichelts Grab befindet sich auf dem Johannisfriedhof in Dresden.
Der Amtshauptmann und Landrat Leonhard Reichelt war sein Sohn.

## Werk

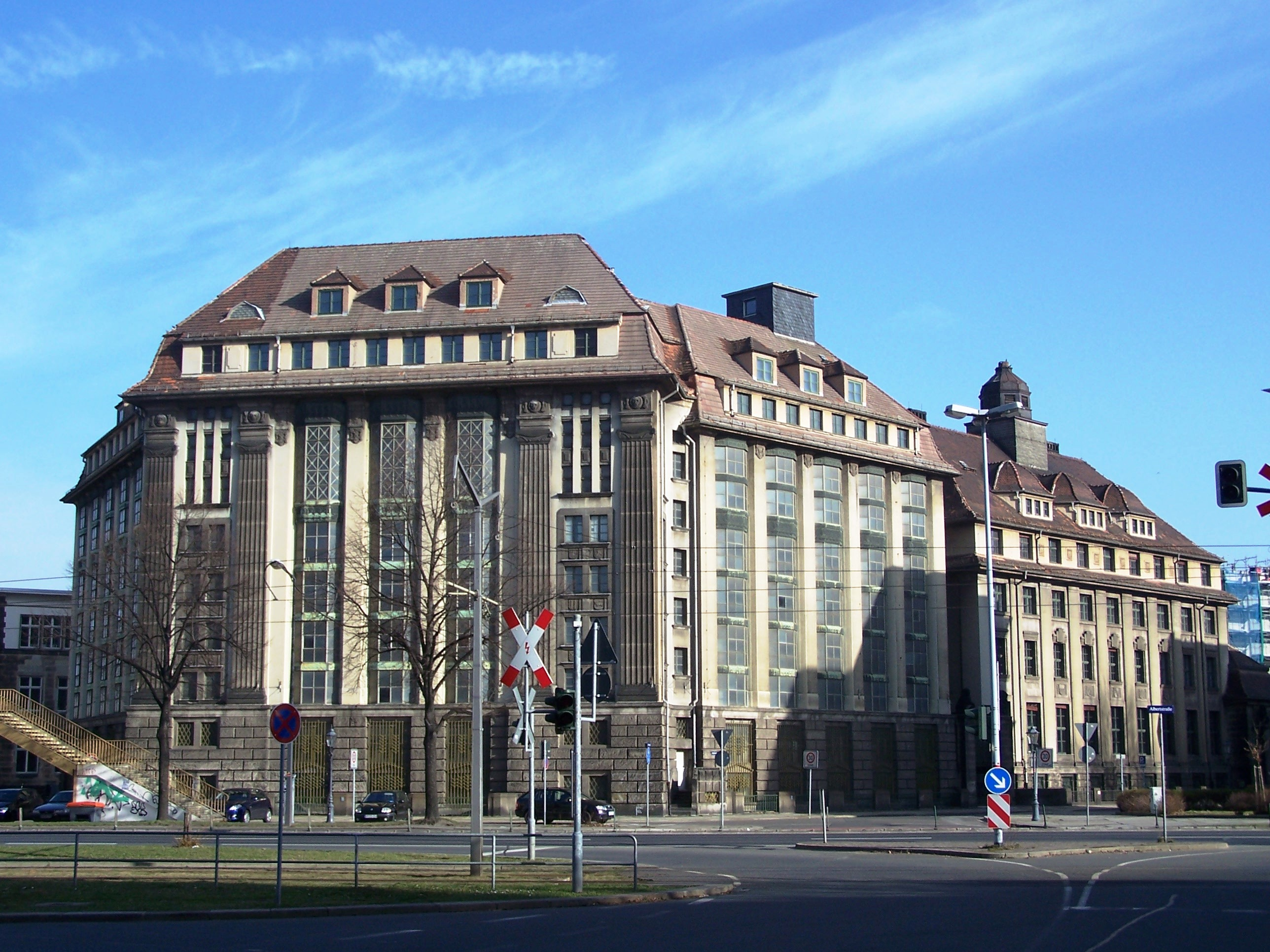
Hauptstaatsarchiv Dresden

Ottomar Reichelt schuf während seiner Amtszeit bedeutende öffentliche Bauten in Dresden.
In den Jahren 1889–1896 wurde am Neustädter Elbufer nach Entwürfen von Otto Wanckel (1820–1912) und Ottomar Reichelt das Sächsische Staatsministerium der Finanzen errichtet, ein Regierungsgebäude im Neorenaissancestil, mit dem das Königreich Sachsen die Elbfront repräsentativ gestalten wollte.
Zwischen 1900 und 1903 entstand in der Johannstadt unter Reichelts Bauleitung ein von ihm entworfenes neues Gebäude für die Frauenklinik des heutigen Stadtkrankenhauses Dresden-Johannstadt. Eine Beschreibung des Baus und des Betriebs der Frauenklinik verfasste er 1906 gemeinsam mit dem Gynäkologen Christian Gerhard Leopold in dem Buch Die neue Königliche Frauenklinik in Dresden.
Das in Zusammenarbeit mit dem Bauamtmann Heinrich Koch entworfene Hauptstaatsarchiv Dresden, mit dessen Planung er 1908 beauftragt worden war, konnte Reichelt aufgrund seines Todes im Dezember 1911 nicht mehr ausführen. Koch übernahm die weitere Planung und leitete von 1912 bis 1915 die Bauausführung.